# Waterville (Minnesota)
Waterville – miasto w Stanach Zjednoczonych, w stanie Minnesota, w hrabstwie Le Sueur.